# Christer Fuglesang
Arne Christer Fuglesang (Stockholm, 18 maart 1957) is een Zweedse natuurkundige en ESA astronaut. Hij was de eerste Zweed en Scandinaviër in de ruimte. Op 9 december 2006 vloog hij met de missie STS-116 naar de ruimte. In 2009 nam hij deel aan een tweede ruimtevlucht. Tijdens zijn missies maakte hij in totaal vijf ruimtewandelingen.
Christers vader komt uit Noorwegen en zijn moeder uit Zweden. Hij groeide echter op in Zweden. Christer is getrouwd met Elisabeth en heeft 3 kinderen: Malin, Denise en Rutger.